# Cartuja de Laveiras
La Cartuja de Laveiras (Cartuxa Santa María de Valle Misericordiae) o Convento da Cartuxa se encuentra en Laveiras (Oeiras, Grand Lisboa). Es uno de los dos conventos que la Orden de los Cartujos fundó en Portugal. El otro es la Cartuja de Évora.

## Historia
Nossa Senhora do Vale da Misericórdia tiene su origen en 1594, en el testamento de doña Simoa Godinho a la Misericórdia de Lisboa, de una quinta (finca) en Laveiras, destinada a convento de monjas o frailes pobres. En 1598, el rey Felipe III de España (Felipe II de Portugal) obtiene del Papa Clemente VII la bula 'Circa Curam' con licencia para atribuir (la finca) a los padres cartujos, venidos de la actual Travessa dos Brunos, en el barrio de Pampulha, Lisboa, en donde estaban instalados provisionalmente.
El hecho de que la Cartuja haya sido construida para los frailes de San Bruno en el valle de la Ribeira de Barcarena, y que la donante fundara una capilla en la Iglesia Conceição Velha (donde reposan sus restos) en Lisboa, bajo la advocación de Nossa Senhora da Misericórdia, justifica el nombre del monasterio, "Valles Misericordiae", y que la iglesia se haya dedicado a Nuestra Señora de la Concepción y San Bruno (Nossa Senhora da Conceição e a São Bruno).
Entre 1613 y 1621 el eremitorio fue ampliado hacia el oeste del existente, durando su construcción hasta 1736. En 1652, el Obispo Inquisidor General del Reino, D. Francisco de Castro, dejó un legado de 20.000 reales a la cartuja de Laveiras en su testamento. En 1712, el padre António Carvalho da Costa describía Laveiras, y se refería a la existencia una ermita dedicada a San Antonio, por donde pasaba un río cuyo puente tenía un solo arco, donde se situaba el Fuerte de São Bruno, y de la parte de levante estaba el Convento de los cartujos. La antigua iglesia, pequeña y en mal estado, fue sustituida en 1736 por el actual templo coincidiendo con la época en que también se comenzaba a erigir la Quinta Real de Caxias. La ayuda del rey Juan V (1689-1750) y otros donantes permitió la construcción de la iglesia, del claustro y de otros edificios. En 1755, el terremoto de Lisboa daña la iglesia. Se reconstruye según proyecto del arquitecto Carlos Mardel (1695-1763). En 1758, el padre-cura Francisco dos Santos Pereira, menciona la ermita de Nossa Senhora de Porto Seguro, que pertenecía a los monjes de San Bruno, como lugar de romería de los lisboetas en los días de Navidad.
Por la ley de 24 de octubre de 1823, la Orden de la Cartuja queda reducida a una sola casa (permanece la de Évora), que cerraría en 1834. Se hace inventario de los bienes de la cartuja de Lisboa pero los religiosos permanecen en el hospicio hasta mediados de 1833, cuando huyen la mayoría por la llegada del régimen liberal. En 1834, quedó extinguido el Hospicio de Nuestra Señora del Valle de la Misericordia de Laveiras y sus bienes pasaron al patrimonio nacional. El último fraile, José Felix, es incorporado a la comunidad del Monasterio de Mafra, de los Canónigos Regulares de San Agustín. Los documentos del convento fueron depositados en la Torre do Tombo (Archivo nacional portugués) (1866).
Los cartujos de Evora regresaron en 1960. La cartuja de Laveiras permaneció sin ocupar y en ruinas.
Desde 1903, el convento alberga las instalaciones del Instituto Padre António de Oliveira. El Convento es propiedad del Ministerio de Justicia. No está abierto al público, sólo es visible desde el exterior. Los domingos se celebra misa al mediodía.
Como anécdota, aquí se filmó parcialmente la película Night Train to Lisbon protagonizado por Jeremy Irons (2012).

## Descripción
El templo, en una imitación libre de la Iglesia de la Cartuja de Évora, cuya traza se asemeja a la de Santa Cecilia in Trastevere, en Roma. Presenta una imponente fachada en piedra caliza, construida en el siglo XVIII. La fachada está culminada por una Virgen con Niño (Santa Maria Vallis Misericordiae). No tiene torres campanario.
Al lado izquierdo, una puerta permite el acceso directo a un pequeño claustro de tres arcos en cada ala, mandado construir por el cardenal D. Luís de Sousa a finales del siglo XVII.
En el interior de la iglesia se encontraban pinturas sobre la vida de San Bruno realizadas por el pintor Domingos Sequeira (1768-1837), hoy en el Museo de Arte antiguo de Lisboa. El altar mayor estaba presidido por un gran cuadro, alusivo a la llegada de San Bruno a la Cartuja, realizado por Francisco Vieira Lusitano (1699-1783).